# Bulbophyllum tseanum
Bulbophyllum tseanum är en orkidéart som först beskrevs av Shiu Ying Hu och Gloria Barretto, och fick sitt nu gällande namn av Zhan Huo Tsi. Bulbophyllum tseanum ingår i släktet Bulbophyllum och familjen orkidéer. Inga underarter finns listade i Catalogue of Life.